# Kostel svatého Petra a Pavla (Petrovice, okres Jihlava)
Kostel svatého Petra a Pavla se nachází na severním okraji vesnice Petrovice. Je to filiální kostel římskokatolické farnosti Luka nad Jihlavou. Jde o jednolodní stavbu s gotickým jádrem, později renesančně přestavěnou, jejíž součástí je hranolová věž. Kostel je chráněn jako kulturní památka České republiky. Kostel stojí v areálu hřbitova ohrazeného zdí. U bočního chodu je umístěna velká křtitelnice. V kostele není zavedena elektřina a ani před oltářem není obětní stůl, protože při reformách církve v 60. letech 20. století nebyl upraven. 

## Historie
Kostel byl postaven kolem poloviny 14. století, přestavěn pak byl v roce 1608, kdy byla upravena věž, další úprava či oprava proběhla v roce 1617. Později byl kostel přestavěn v roce 1797, kdy došlo ke snížení věže, později pak byla věž opět zvýšena. Součástí farnosti Luka nad Jihlavou se kostel stal kolem roku 1670. V kostele jsou pohřbeni majitelé Puklic, jako například František Hordar z Puklic nebo Pavel Hordar. V roce 1903 byly do kostela instalovány varhany a roku 1907 byla položena dlažba, jako kostel pro Puklice sloužil až do roku 1948, od té doby mají Puklice vlastní kostel Nanebevzetí Panny Marie. V roce 2019 se v kostele sloužila tzv. tridentská mše.